# Bezoensbeek

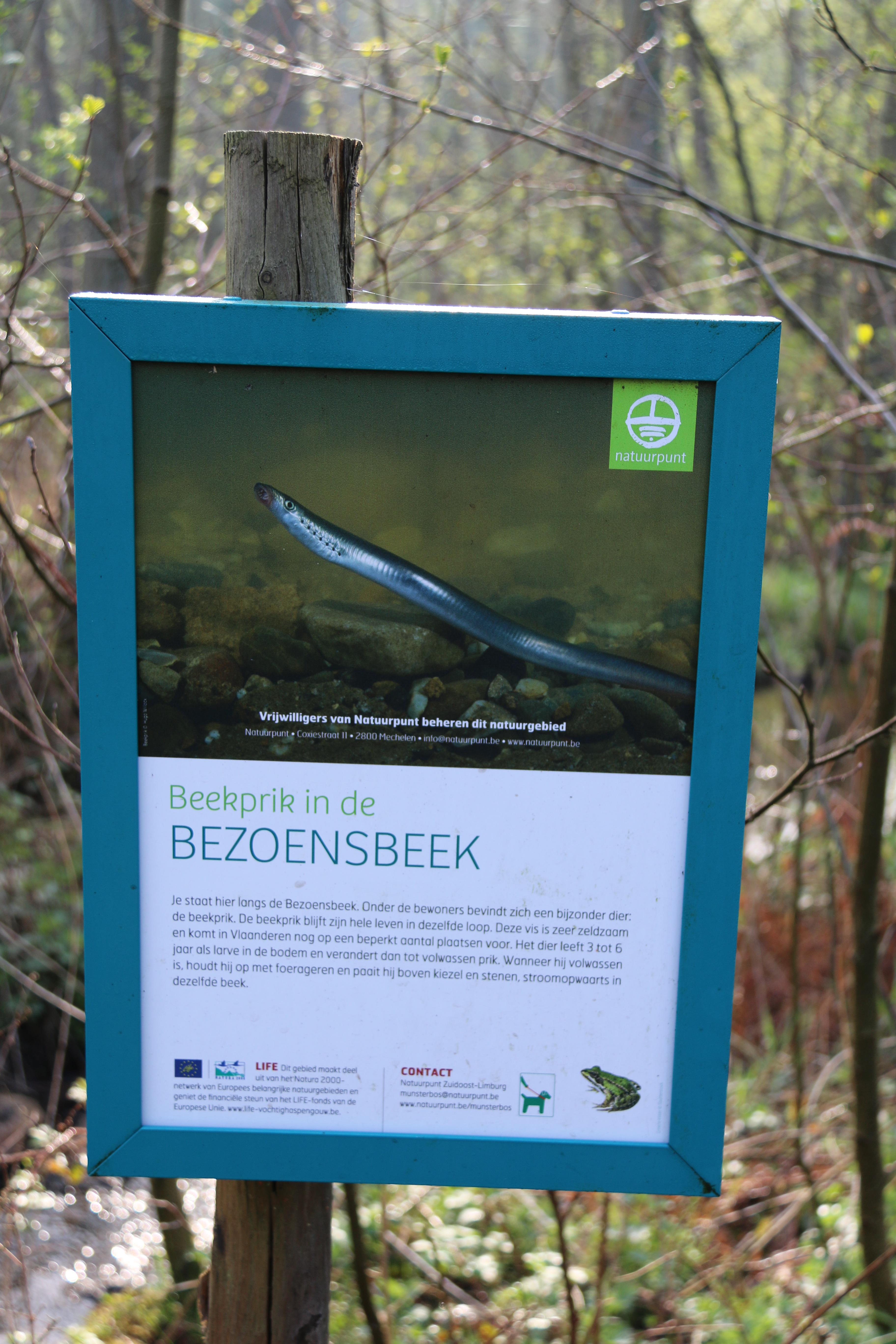

De Bezoensbeek is een beek welke op het Kempens Plateau ontspringt ter hoogte van Stalken.
De beek stroomt in zuidwestelijke richting, waar ze omringd wordt door een aantal visvijvers.
De beek wordt onder het Albertkanaal doorgeleid en mondt in het Munsterbos uit in de Zutendaalbeek, die vervolgens in de Munsterbeek uitmondt.
Ín het moerasgebied van de Bezoensbeek werd eind 16e eeuw een schans, de Stalkerschans, gebouwd, om de bevolking van de nabijgelegen gehuchten in veiligheid te brengen in geval van rondschuimende militaire troepen.